# 小行星17891
小行星17891（17891 Buraliforti）是一颗绕太阳运转的小行星，为主小行星带小行星。该小行星于1999年3月6日发现。

## 轨道参数
小行星17891的轨道半长轴为2.5484762 UA，离心率为0.258。